# Pilancón

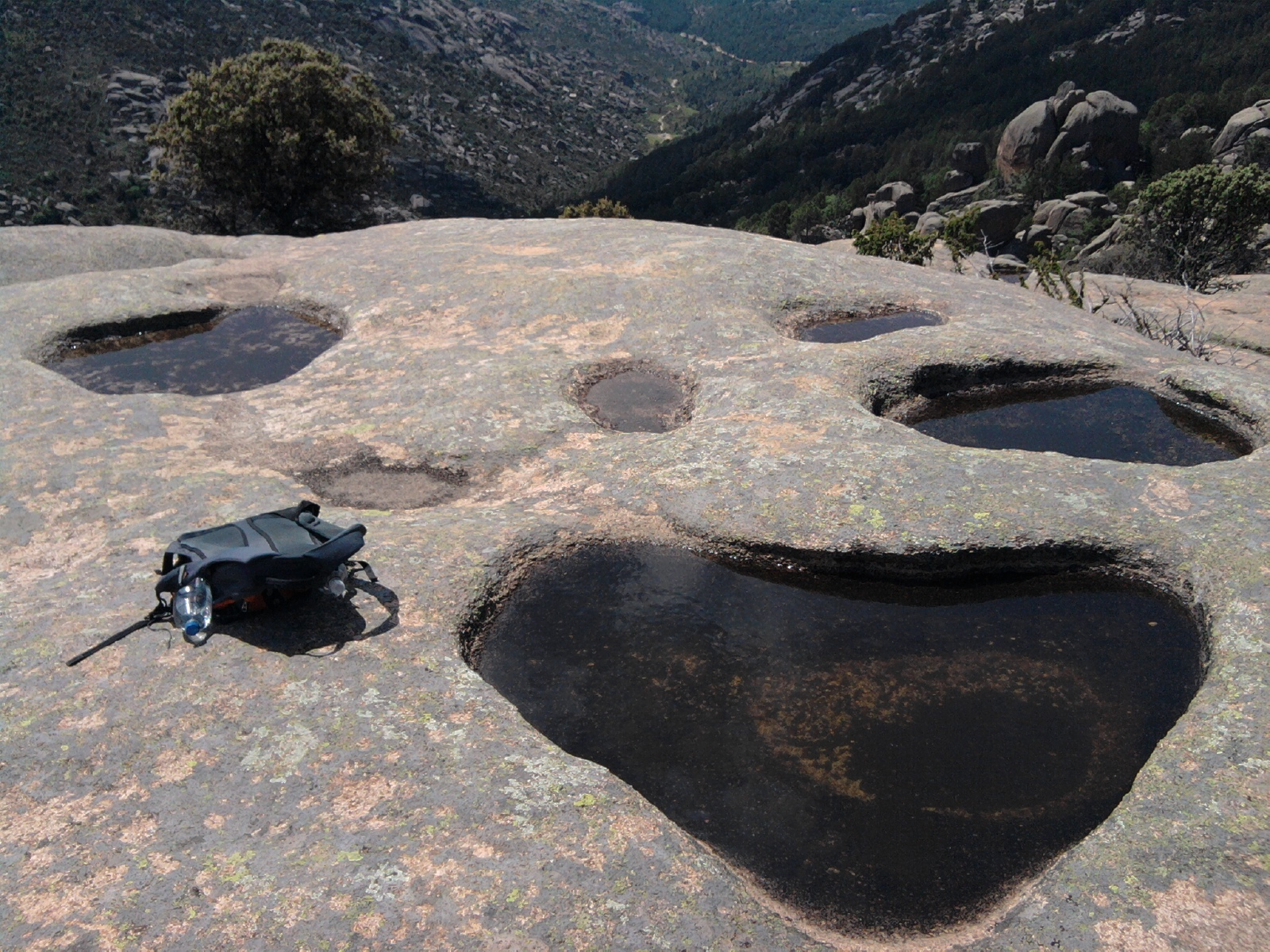
Pilancones sobre granito en La Pedriza (España).

Los pilancones o pilas (en inglés gnamma pit o panhole) son depresiones que se producen en ciertas rocas, normalmente granitos o areniscas, y que se originan sobre irregularidades del cuerpo rocoso que retienen agua, produciéndose meteorización.

## Descripción

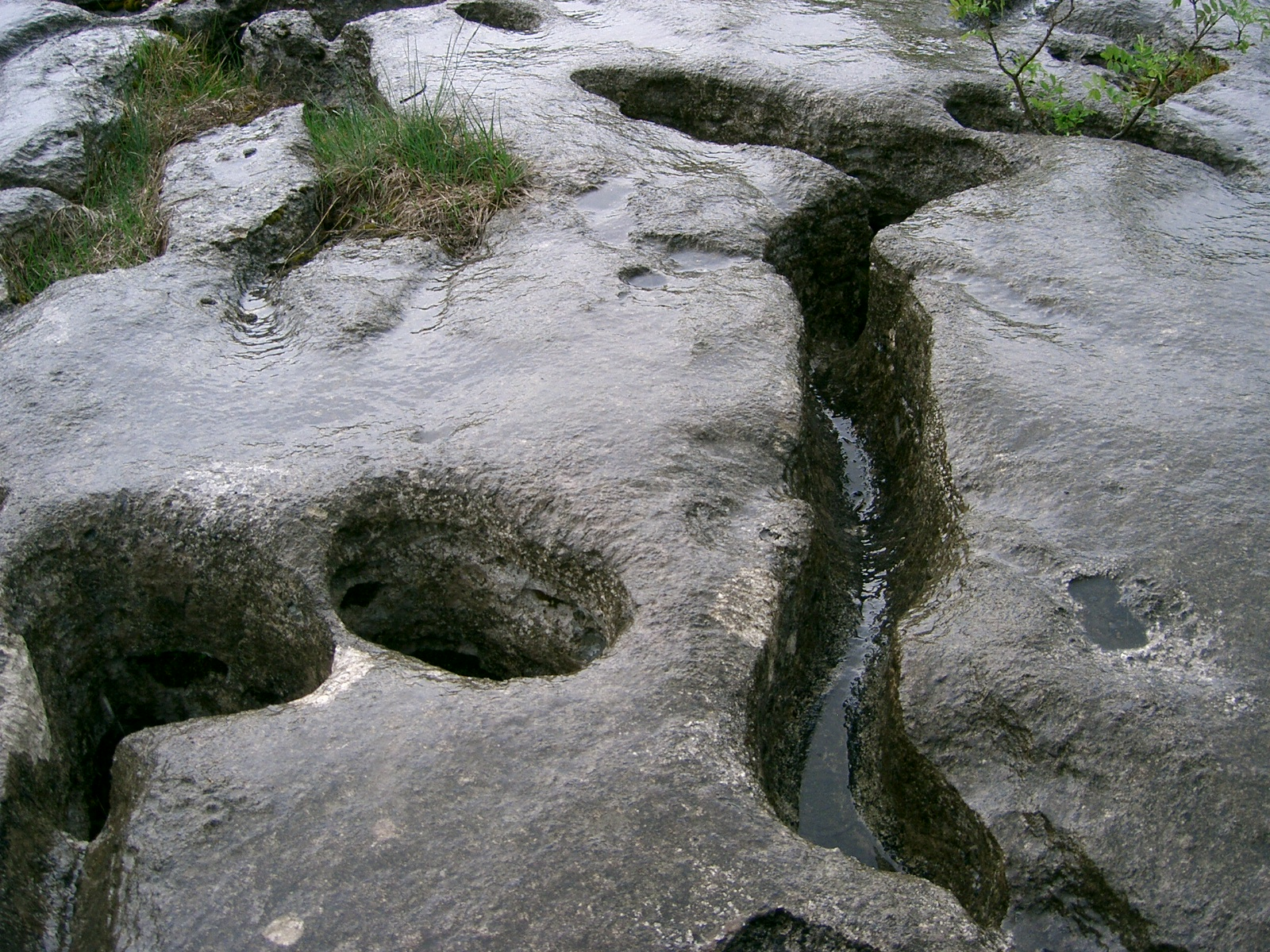
Ejemplo de 'pilancones', en Jura, Francia.

Los pilancones suelen ser cuencas de disoluciones superficiales, o depresiones cerradas, que tienden a formarse en rocas calizas desnudas o en rocas de silicato. También se encuentran en la roca granítica. 
En general, se caracterizan por fondos planos y, a veces, por los lados pendientes. La forma inicial puede ser originada por un hueco cerrado creado por un parche de humus. Los diámetros raramente superan algunos centímetros.
En Sierra Nevada, California, estas características fueron denominadas fosas meteorológicas por François E. Matthes, que cree que indican superficies de roca no consolidadas que han sido recientes glaciares. En las rocas graníticas de Sierra Nevada estas morfoologías tienen una forma característica, de manera que se expanden más rápidamente en anchura de lo que crecen en profundidad.

## Curiosidades
Los nativos australianos llaman  gnamma a los hoyos de ciertas regiones. No es extraño encontrar algunos de estos hoyos medio llenos de agua potable y tapados con una losa de piedra. La losa limita la evaporación y mantiene el agua limpia. Los aborígenes aprovechan estas reservas de agua de lluvia como depósitos de emergencia.